# Kingdom of Rust
Kingdom of Rust är det fjärde albumet med Doves.

## Låtlista
Alla låtar är skrivna av Jez Williams, Jimi Goodwin, och Andy Williams.
1. "Jetstream" – 5:30
2. "Kingdom of Rust" – 5:11
3. "The Outsiders" – 3:28
4. "Winter Hill" – 5:18
5. "10:03" – 4:04
6. "The Greatest Denier" – 3:59
7. "Birds Flew Backwards" – 2:51
8. "Spellbound" – 5:39
9. "Compulsion" – 5:14
10. "House of Mirrors" – 4:20
11. "Lifelines" – 4:26

UK Itunes-only bonus tracks
1. "Ship of Fools"
2. "The Last Son"

Japan bonus track
1. "Push Me On"